# Lost in Separation
Lost in Separation is een Amerikaanse metalcoreband afkomstig uit Fort Worth, Texas.
De band werd opgericht in 2015 door gitarist Andrew Hickman, die nadat zijn eerdere band uit elkaar was gegaan nieuwe demo's begon te schrijven. Hij rekruteerde slaggitarist Branden Barber en even later wist hij Josh Fernandez te strikken voor de percussie. Na een lange zoektocht vonden zij in Garrett Parsa een zanger en in Ryan Boswell een bassist voor de band, waarna de formatie compleet was. 
Op 9 april 2018 bracht de band haar debuutalbum Sister Moon uit. 

## Bezetting
Huidige leden
- Garrett Parsa - vocalen
- Andrew Hickman - gitaar
- Josh Fernandez - percussie

Voormalige leden
- Branden Barber - slaggitaar
- Ryan Boswell - bas
- Jesse Bullard - bas

## Discografie
Studioalbums
- 2018: Sister Moon